# Broods
Broods são uma dupla musical de Nelson, Nova Zelândia, composta por Georgia Josiena Nott nos vocais principais, com o irmão mais velho e multi-instrumentista Caleb Allan Joseph Nott na produção e backing vocals.
Eles lançaram o single "Bridges", que alcançou a 8ª posição na parada de singles da Nova Zelândia, e assinaram com a Capitol e a Polydor Records. Eles lançaram seu EP de estreia autointitulado, Broods, em 30 de janeiro de 2014, que foi seguido por um álbum completo, Evergreen, em 22 de agosto de 2014. Em 24 de junho de 2016, Broods lançou seu segundo álbum, Conscious . Eles lançaram seu terceiro álbum, Don't Feed the Pop Monster, em 1º de fevereiro de 2019.
A banda já excursionou com Ellie Goulding, Haim, Sam Smith, Tove Lo e Taylor Swift. Eles ganharam dez New Zealand Music Awards.

## Membros
- Caleb Allan Joseph Nott - nascido 1 de julho de 1992 (32 anos)
- Georgia Josiena Nott - nascida 7 de julho de 1994 (30 anos)